# GW170104
GW170104 va ser un senyal d'ones gravitacionals detectat per l'observatori de LIGO el 4 de gener de 2017. L'1 de juny de 2017, les col·laboracions LIGO i VIRGO van anunciar que havien verificat el senyal, fent-lo el tercer senyal d'aquesta mena després que GW150914 i GW151226.

## Detecció de l'esdeveniment
El senyal va ser detectat per LIGO a les 10∶11:58.6 UTC, el detector Hanford va rebre el senyal 3 mil·lisegons abans que el detector Livingston 

## Origen astrofísic
L'anàlisi va indicar el senyal resultat de la fusió d'un parell de forats negres amb 31.2+8.4−6.0 i 19.4+5.3−5.9 vegades la massa del Sol, a una distància de 880+450−390 megaparsecs (2.9+1.5−1.3 mil milions d'anys llum) de Terra. El forat negre resultant va tenir una massa de 48.7+5.7−4.6 masses solars, i es van irradiar dues masses solars com energia gravitacional. El pic de lluminositat de GW170104 va ser de 3.1+0.7−1.3×1049 W.

## Implicació per la formació de forat negres binaris
Els eixos de rotació dels forats negres estaven lleugerament desalineats amb l'eix de l'orbita de rotació. La probabilitat que ambdós eixos estiguin alineat amb l'òrbita és menys del 5%. Aquesta configuració suggereix que el sistema binari de forats negres va ser format dinàmicament en un grup d'estrella dens com un grup globular, arran e la interacció gravitacional entre estrelles i estrelles binàries. L'altre escenari, que el sistema va ser format fora d'un sistema d'estrelles binari que consisteix en dues estrelles normals (seqüència principal), no pot ser descartat, però és poc probable, ja que els forats negres formats en sistemes binaris és més probable que tinguin els eixos alineats.

## Límit superior a la massa del gravitó
L'anàlisi de GW170104 va donar un nou límit superior a la massa dels gravitons, en cas que tinguin massa. La longitud d'ona de Compton del gravitó és com a mínim 1.5×10¹⁶ m, o aproximadament 1.6 anys-llum, corresponent a una massa de gravitó de no més de 7.7×10−23 eV/c². Aquesta longitud d'ona de Compton és 9×10⁹ cops més grans que la longitud d'ona gravitacional de l'esdeveniment GW170104.